# Rhinogobius candidianus
Rhinogobius candidianus är en fiskart som först beskrevs av Regan, 1908.  Rhinogobius candidianus ingår i släktet Rhinogobius och familjen smörbultsfiskar. Inga underarter finns listade i Catalogue of Life.